# Бжезувка (Малопольське воєводство)
Бжезувка (пол. Brzezówka) — село в Польщі, у гміні Щуцин Домбровського повіту Малопольського воєводства.
Населення — 597 осіб (2011).
У 1975-1998 роках село належало до Тарновського воєводства.

## Демографія
Демографічна структура станом на 31 березня 2011 року:
|          | Загалом | Допрацездатний вік | Працездатний вік | Постпрацездатний вік |
| -------- | ------- | ------------------ | ---------------- | -------------------- |
| Чоловіки | 313     | 67                 | 208              | 38                   |
| Жінки    | 284     | 46                 | 164              | 74                   |
| Разом    | 597     | 113                | 372              | 112                  |